# Burg Gallenstein
Burg Gallenstein ist die Ruine einer Höhenburg auf 631 m ü. A. unmittelbar östlich von St. Gallen in Österreich. 

## Geschichte

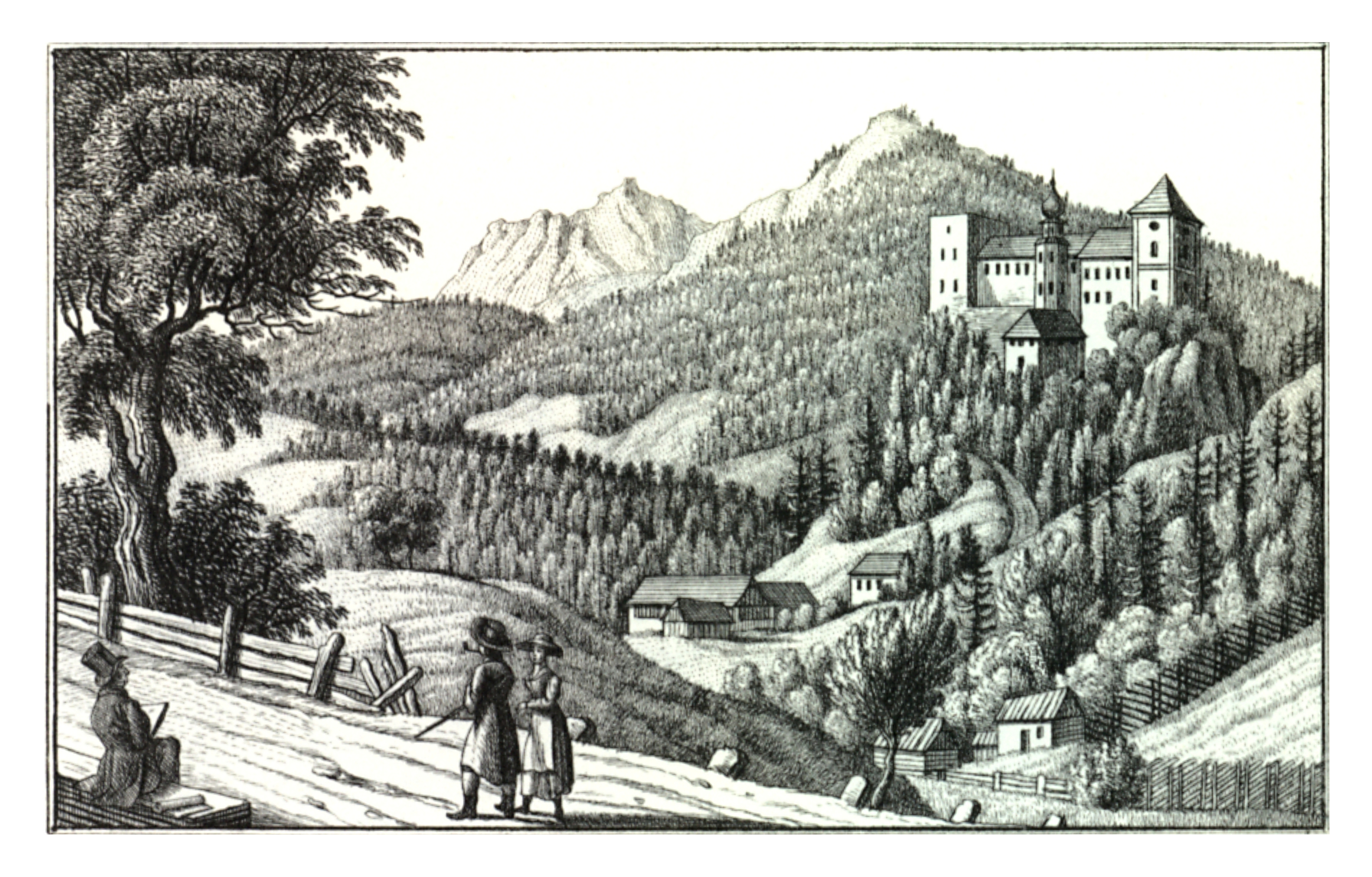
Herrschaft Gallenstein um 1830, Lith. Anstalt J.F. Kaiser, Graz

Die dreitürmige Festung war Mittelpunkt der Herrschaft Gallenstein. Sie war bis Ende des 19. Jahrhunderts Fluchtburg und Verwaltungssitz des 1074 gegründeten Stiftes Admont. 
1278 erteilte Rudolph von Habsburg dem Admonter Abt Heinrich II. die Erlaubnis zum Bau von Befestigungen, was mit dem Baubeginn der Burg Gallenstein gleichgesetzt wird. Um 1290 entstand die gotische Burgkapelle St. Peter. 1596 bis 1599 wurde der obere Teil des „Roten Turms“ mit der „unteren Kapelle“ renoviert. Unter Abt Matthias Preininger erfolgte 1621 bis 1628 ein weiterer Ausbau der Burg durch die beiden Brüder Bartolomeo und Benedetto della Torre, wobei an den „Weißen Turm“ ein Flügel angebaut, die Arkadengänge des Hofs erbaut, der Ringmauer neue Brustwehren aufgesetzt und gewölbte Kasematten gebaut wurden.
1491 verstarb auf Gallenstein der hier inhaftierte Admonter Abt Antonius Gratiadei.
Um die Dachsteuer einzusparen, wurde wie bei vielen anderen Burgen, z. B. auch der Burgruine Rauhenstein, 1832 das Kupferdach abgedeckt und an einen Kupferschmied verkauft und die Burg dem Verfall überlassen.
Erst 1950 wurde damit begonnen, die damalige Burgruine wieder aufzubauen. Schirmherr der Aktion war der Steirische Burgenverein. Die Burg ist ein beliebtes Ausflugsziel geworden. Der steile „Alte Burgweg“ durch ein schwer überwindbares Vorwerk macht sichtbar, warum die Burg niemals bei kriegerischen Handlungen erobert wurde. Der auch von Fahrzeugen benutzbare neue Burgweg führt durch einen Tunnel, der im Mittelalter nicht existierte.

## Anlage
Beherrscht wird die Burganlage von einem großen Donjon (Wohnturm). Wehrgänge und Außenmauern waren überdacht. Ein rechteckiger überdachter Torturm sicherte den Eingang. Donjon und Torturm sind erhalten geblieben, Wehrgänge und Wirtschaftsgebäude nicht.
Die Burg hat drei – für die Alpenländer typische – gotische Türme mit quadratischem Grundriss, den „roten“, „grauen“ und „weißen Turm“. Die Wehrgänge sind überdacht, um Schutz gegen Pfeilbeschuss zu bieten. Reste von gotischem Maßwerk an der ehemaligen Burgkapelle sind noch aus den Anfangszeiten der Burg erhalten geblieben.
Im Burghof findet alljährlich im Sommer ein Kulturfestival statt.